# Oligotylus pintoi
Oligotylus pintoi är en insektsart som beskrevs av Schuh 2000. Oligotylus pintoi ingår i släktet Oligotylus och familjen ängsskinnbaggar. Inga underarter finns listade i Catalogue of Life.